# Delta (Colorado)
Pour les articles homonymes, voir Delta (homonymie).
La ville de Delta est le siège du comté de Delta, situé dans le Colorado, aux États-Unis.

## Géographie
Selon le recensement de 2010, Delta compte 8 915 habitants. La municipalité s'étend sur 14,02 milles carrés (36,31 km2), dont 13,74 milles carrés (35,59 km2) de terres.
La ville doit son nom à sa situation dans le delta des rivières Uncompahgre et Gunnison.

## Histoire
En 1828, le trappeur Franco-louisianais, venu depuis sa ville de Saint-Louis dans le Missouri, édifia un poste de traite fortifié, le Fort Uncompahgre. Disparu au milieu du XIXe siècle, il laissa la place à la future ville de Delta.

## Démographie
| 1890 | 1900 | 1910  | 1920  | 1930  | 1940  |
| ---- | ---- | ----- | ----- | ----- | ----- |
| 470  | 819  | 2 388 | 2 623 | 2 938 | 3 717 |

| 1950  | 1960  | 1970  | 1980  | 1990  | 2000  |
| ----- | ----- | ----- | ----- | ----- | ----- |
| 4 097 | 3 832 | 3 694 | 3 931 | 3 789 | 6 400 |

| 2010  | - | - | - | - | - |
| ----- | - | - | - | - | - |
| 8 915 | - | - | - | - | - |